# 후베이성
후베이성(중국어: 湖北省, 병음: Húběi Shěng)은 중국 중동부에 위치한 성이다. 둥팅호 북쪽에 있는 데에서 이름이 유래했다.
후베이는 장강의 중류에, 둥팅호의 북쪽에 있으며, 북쪽에 허난성, 동쪽에 안후이성, 남서쪽에 장시성, 남쪽에 후난성, 서쪽에 충칭, 북서쪽에 산시성이 접하고 있다. 쓰촨성, 상하이, 베이징을 연결하는 지점에 자리를 잡고 있어 수륙 교통의 요지이기도 하다. 후베이의 지세는 서고동저 지형으로, 서부의 《대파산》(大巴山)과 《신농가》(神農架)는 화중 최고봉이다. 특히 신농가는 산이 깊고, 설인이 산다고 전해지고 있다. 우한은 여름의 무더위로 유명하며 후베이 성 서부에 싼샤 댐이 자리하고 있다.

## 역사
춘추 시대동안 후베이 성은 강국 초나라의 근거지였다. 초나라는 화북의 영향을 받긴 했으나 독특한 문화를 가지고 있었고, 장강 중류 일대의 넓은 지역을 통치하면서 화북으로의 진출을 꾀했다. 전국 시대에 들어 초나라는 산시(陝西) 지역에서 부상하고 있던 진나라의 라이벌로 성장하게 되지만 시간이 갈수록 초는 후퇴하게 된다. 먼저 기원전 278년에 쓰촨 분지 지역을 상실하고 곧 근거지였던 후베이 지역을 빼앗기게 된다. 진나라는 기원전 223년 동쪽으로 이동한 초나라의 난민들을 소탕하면서 중국 통일의 교두보를 마련한다.

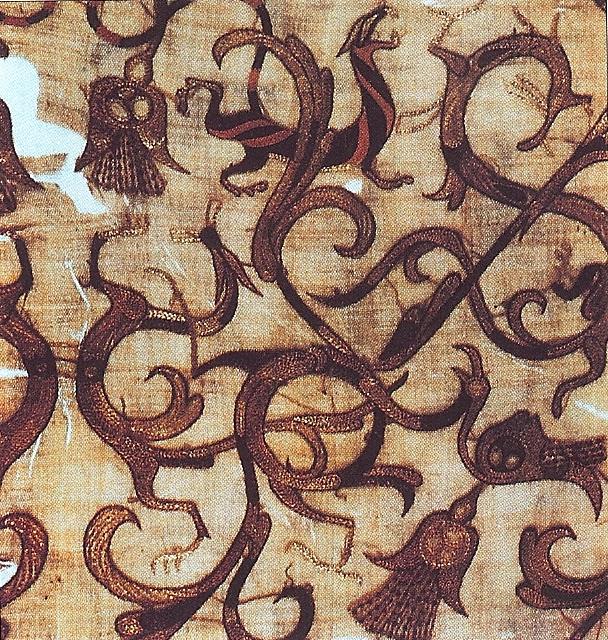
기원전 4세기경의 비단

진나라는 기원전 221년 중국을 통일하였으나 단명하였고, 한나라가 기원전 206년에 세워졌다. 한나라는 지금의 후베이·후난 지역에서 일어났었다. 당시에는 후베이·후난 지역을 함께 형주라고 칭했다. 후한 말기에 형주는 유표가 통치하고 있었는데, 그가 죽으면서 북방의 강자 조조에게 항복을 했다. 그러나 손권과 유비의 연합군이 적벽에서 조조를 상대로 승리를 거두어 유비는 형주 지역에 대한 지배력을 행사하게 된다. 이후 형주는 손권의 동오로 넘어가게 된다.
북방 유목 민족의 침입이 시작된 4세기부터 약 3세기가량 동안 중국은 유목민족의 왕조가 교체되는 북중국과 한족 왕조들이 교체되는 남중국으로 나뉘는 남북조 시대에 놓인다. 이 시기에 후베이 지역은 한족이 지배하는 영역으로 존재했었다. 589년 수나라가 중국을 통일하고, 618년 당나라가 수를 대체한다. 당나라는 지금의 후베이 지역 남쪽은 형남서도(荊南西道), 서쪽은 산남동도(山南東道), 동쪽은 회남도(淮南道)에 속하게 하였다. 당나라가 10세기에 들어 망하고 오대십국이 시작되었다. 이 시기에 후베이는 몇몇 지방정권의 손아귀에 떨어졌는데, 중심부는 형남(荊南), 동부는 오(吳; 후에 南唐)에 속했고, 북쪽은 오대의 영역에 들어갔다.
송나라가 982년에 중국을 통일하면서 후베이 지역에 형호북로(荊湖北路)를 설치하였다. 1279년에는 몽골이 중국을 지배하고 원나라를 세운다. 원나라는 지금의 후베이 성, 후난성과 광둥성 일부, 광시 좡족 자치구 일부를 포함하는 행정구역인 호광행성(湖廣行省)을 설치한다. 원통(元統) 2년(1334년), 후베이 지역에서 기록으로 남아있는 최초의 흑사병이 창궐한다. 후베이 지역은 황폐화되었고, 이후에도 흑사병은 이후 3세기에 걸쳐 유라시아 대륙 전체로 퍼져나갔다.
1368년 명나라가 몽골을 몰아내고 세워졌다. 호광지역의 범위는 지금의 후베이와 후난을 합한 지역으로 축소된다. 만주족의 청나라가 1644년 중국을 점령하였고, 호광지역을 후베이와 후난으로 나누었고 그 경계는 지금까지 거의 변화가 없다. 청나라는 이와는 상관없이 호광을 다스리는 총독을 파견하였고, 이들 중 가장 유명한 장지동은 양무운동 동안 우한을 중심으로 하여 지금의 후베이 지역을 근대화하는 데에 성공하여 공업과 상업이 번창하는 지역이 되었다.
1911년 지금의 우한에서 우창 봉기가 일어나면서 청조는 쓰러지고, 중화민국이 건설되었다. 1927년 우한은 중국 국민당의 좌파였던 왕징웨이가 반 장제스 정부의 수도가 된다. 이 정부는 이후 난징의 장제스 정부에 병합된다. 중일전쟁 동안 후베이 성의 동부는 일본이 점령하고 있었으나, 서부는 중국이 지배하고 있었다.
1993년부터 이창시 근처에 싼샤 댐이 건설되기 시작하였다. 이후 수 년 동안, 후베이 성 서쪽의 수몰지구에 살고 있던 수백만명이 사람들이 이주하게 되었다.

## 경제
후베이는 예부터 어미지향(魚米之鄕)으로 불렸다. 후베이의 중요한 농산물에는 면화, 벼, 밀, 차 등이 있고, 우한은 화중 최대의 공업도시이며, 문화, 교육의 중심이기도 하다. 우한 철강이 유명하며, 산업에는 자동차, 야금, 기계류, 발전소, 직물, 음식가공품, 그리고 하이테크 상품 등이 있다.
후베이의 광물 자원으로는 붕산, 규회석, 석류석, 이회암, 철, 구리, 인, 석고 등이 있다.
경제기술 개발 구역으로는 다음과 같은 것들이 있다.
- 우한 둥후 신 하이테크 파크
- 우한 경제 기술 개발 구
- 우한 수출공정 구
- 샹판 신 하이테크 기술개발구

## 인구

### 민족
서부의 은시(恩施)는 토가족(土家族), 묘족(苗族) 자치주이다. 그 외 동족(侗族), 회족(回族), 만주족(滿洲族), 몽골족(蒙古族) 등도 산다.

## 행정 구역
- 지급구역: 12개의 지급시(1개의 부성급시)와 1개의 자지주
- 현급구역: 102개의 현급행정구역(38개의 시할구, 24개의 현급시, 37개의 현)-3개의 성직할현급시와 임업구 포함

| 후베이 성의 행정구역 | #                                                | 이름     | 시청소재지                                          | 한자 병음 | 인구(2010) |
| -------------------- | ------------------------------------------------ | -------- | --------------------------------------------------- | --------- | ---------- |
|                      |                                                  |          |                                                     |           |            |
| 부성급시             |                                                  |          |                                                     |           |            |
| 1                    | 우한시 (무한)                                    | 장안구   | 武汉市 Wǔhàn Shì                                    | 9,785,392 |            |
| 지급시               |                                                  |          |                                                     |           |            |
| 2                    | 어저우시 (악주)                                  | 어청구   | 鄂州市 Èzhōu Shì                                    | 1,048,672 |            |
| 3                    | 황강시 (황강)                                    | 황저우구 | 黄冈市 Huánggāng Shì                                | 6,162,072 |            |
| 4                    | 황스시 (황석)                                    | 황스강구 | 黄石市 Huángshí Shì                                 | 2,429,318 |            |
| 5                    | 징먼시 (형문)                                    | 둥바오구 | 荆门市 Jīngmén Shì                                  | 2,873,687 |            |
| 6                    | 징저우시 (형주)                                  | 사스구   | 荆州市 Jīngzhōu Shì                                 | 5,691,707 |            |
| 7                    | 스옌시 (십언)                                    | 장완구   | 十堰市 Shíyàn Shì                                   | 3,340,843 |            |
| 8                    | 쑤이저우시 (수주)                                | 쩡두구   | 随州市 Suízhōu Shì                                  | 2,162,222 |            |
| 9                    | 샹양시 (양양)                                    | 샹청구   | 襄阳市 Xiāngyang Shì                                | 5,500,307 |            |
| 10                   | 셴닝시 (함녕)                                    | 셴안구   | 咸宁市 Xiánníng Shì                                 | 2,462,583 |            |
| 11                   | 샤오간시 (효감)                                  | 샤오난구 | 孝感市 Xiàogǎn Shì                                  | 4,814,542 |            |
| 12                   | 이창시 (의창)                                    | 시링구   | 宜昌市 Yíchāng Shì                                  | 4,059,686 |            |
| 자치주               |                                                  |          |                                                     |           |            |
| 13                   | 언스 투자족 먀오족 자치주 (은시토가족묘족자치주) | 언스시   | 恩施土家族苗族自治州 Ēnshī Tǔjiāzú Miáozú Zìzhìzhōu | 3,290,294 |            |
| 성직할현급행정구     |                                                  |          |                                                     |           |            |
| 14                   | 톈먼시 (천문)                                    | /        | 天门市 Tiānmén Shì                                  | 1,418,913 |            |
| 15                   | 첸장시 (잠강)                                    | /        | 潜江市 Qiánjiāng Shì                                | 946,277   |            |
| 16                   | 셴타오시 (선도)                                  | /        | 仙桃市 Xiāntáo Shì                                  | 1,175,085 |            |
| 17                   | 선눙자 임구 (신농가)                             | /        | 神农架林区 Shénnóngjià Línqū                        | 76,140    |            |

## 주요 명소
- 징저우 시(옛 형주)
- 삼국성(三國城)-삼국지를 주제로 한 테마파크.
- 우당 산 (세계유산)
- 장강삼협 (長江三峡)

## 교육

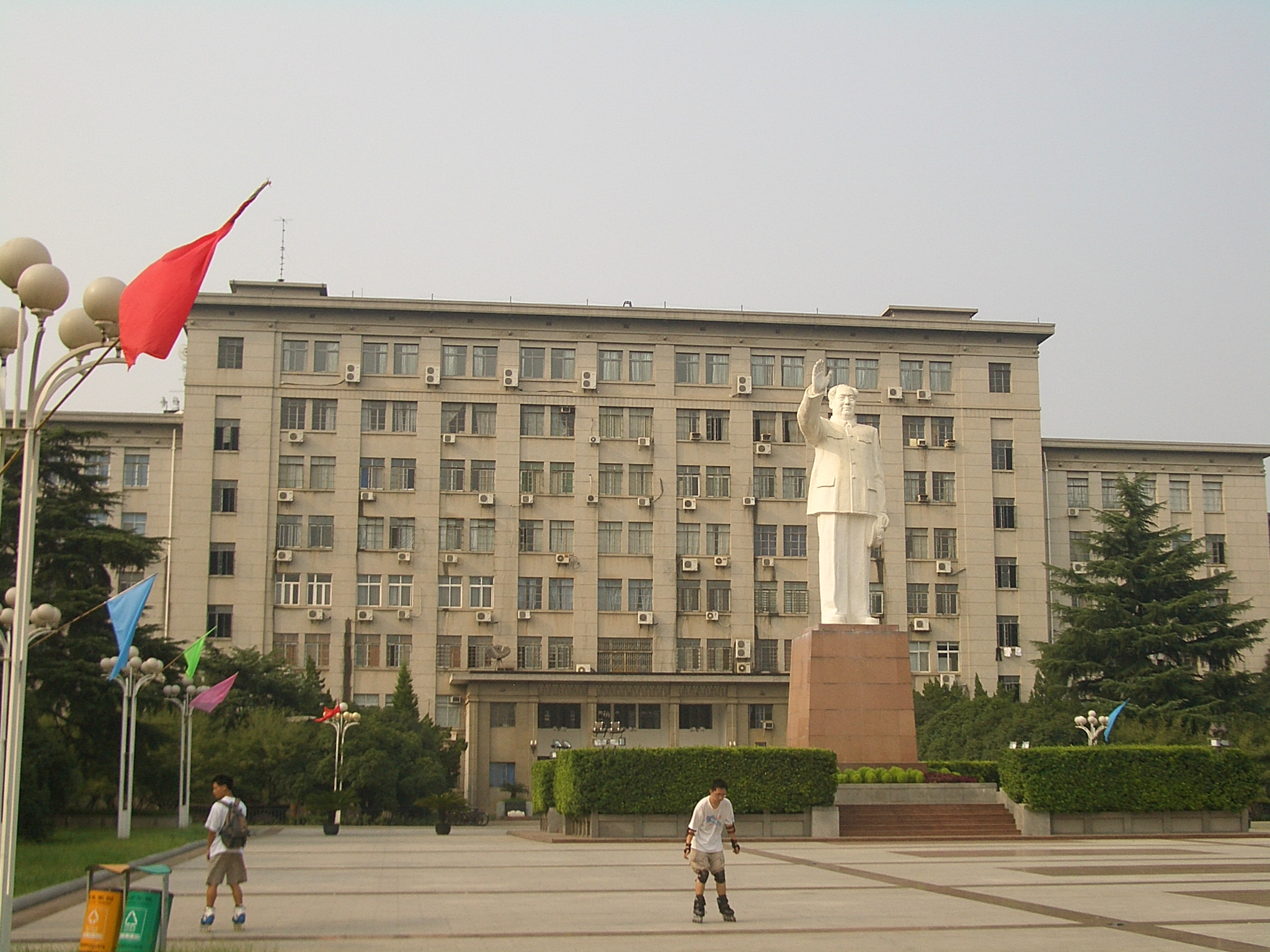
화중과기대학

- 우한대학(武漢大學)
- 우한이공대학(武漢理工大學)
- 우한과학기술대학(武漢科技大學)
- 창장대학(長江大學)
- 화중과기대학(華中科技大學)
- 화중사범대학(華中師範大學)
- 중국지질대학(中國地質大學)
- 중난재경정법대학(中南財經政法大學)
- 중난민족대학(中南民族大學)
- 삼샤대학(三峡大学）
- 삼샤전력직업학교(三峡电力职业学院）

## 사진

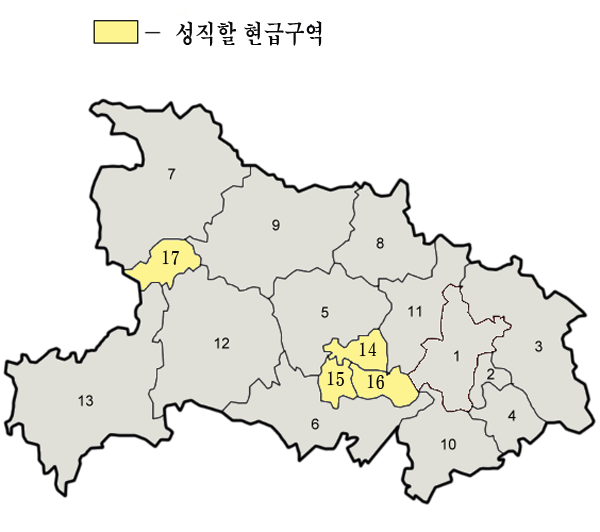
지급구역도 (2009년)

## 같이 보기
- 코로나19 범유행